# Селія
Се́лія (латис. Sēlija; нім. Oberlettland) — історичний регіон у Латвії. Складова Семигалії. Розташований на південному сході країни.
1 липня 2021 року набув чинності ініційований Президентом Латвії та схвалений Саеймом «Закон про історичні латвійські землі», спрямований на захист і зміцнення унікальності та розмаїття латвійської культури та мови. Це був перший законодавчий акт у Латвійській Республіці, який офіційно згадує Селію і точно визначає її культурно-історичну територію
Населення — приблизно 55 тисяч осіб.

## Назва
- А́угшземе (латис. Aukšzemė, «Височина»)
- Ве́рхня Ла́твія (нім. Oberlettland)
- Села (лит. Sėla)
- Село́нія (лат. Selonia)

## Історія
Названий за іменем давнього балтського племені селів. Східна частина історичної Семигалії. Стародавній центр — Селпілс, столиця селів, союзників литовців у боротьбі проти Тевтонського ордену. 1208 року захоплена німецькими хрестоносцями під проводом Альбрехта фон Буксгевдена. Відтоді обернена у християнство. 1218 року створене Селонське єпископство. 1226 року його частина увійшла до Ризького архієпископства; на решті було створено Семигальське єпископство. Новітній історичний центр — Єкабпілс.